# Alternative für Deutschland
Alternative für Deutschland (Alternatief voor Duitsland), afgekort AfD, is een extreemrechtse Duitse politieke partij, die op 6 februari 2013 werd opgericht. De partij is sinds 2014 vertegenwoordigd in het Europees Parlement en sinds 2017 ook in het Duitse nationale parlement, de Bondsdag.
Ideologie en koers van de AfD worden wisselend omschreven en zijn in de loop der tijd veranderd, onder andere door een aanwas van rechts-radicale leden, die met de eerder liberaal-conservatieve oprichters van de partij een succesvolle vleugelstrijd zijn aangegaan. Belangrijkste doel was aanvankelijk vooral het opheffen van de eurozone en het herinvoeren van nationale munteenheden of het vormen van kleinere en stabielere muntunies, zoals een noordelijke en een zuidelijke eurozone. Inmiddels huldigt de partij vooral anti-islamitische en anti-migratiestandpunten.

## Geschiedenis

### Beginjaren 2013–2015
De basis van de AfD werd in september 2012 gelegd toen Bernd Lucke, Alexander Gauland en Konrad Adam een vereniging stichtten onder de naam Wahlalternative 2013 (Nederlands: Verkiezingsalternatief 2013). Het verlaten van de eurozone en een herinvoering van de Duitse mark waren daarbij de belangrijkste ambities. Onder de vlag van de Freie Wähler (FW) werd in januari 2013 deelgenomen aan de deelstaatverkiezingen in Nedersaksen, maar zonder succes. De samenwerking met de FW, die ook voorzien was bij de Bondsdagverkiezingen later dat jaar, werd wegens meningsverschillen stopgezet en op 6 februari 2013 richtten de betrokken politici van de Wahlalternative een nieuwe partij op: Alternative für Deutschland (AfD).
Bij de Bondsdagverkiezingen van 2013 bleef de AfD met 4,7% van de stemmen onder de kiesdrempel van 5%. Een plaats in de Bondsdag zat er daarmee op dat moment niet in. Een jaar later was de partij echter wel succesvol bij de verkiezingen voor het Europees Parlement (vanuit het niets naar 7 zetels) en verschillende deelstaatverkiezingen in het oosten van Duitsland: in Brandenburg (12,2%), Thüringen (10,6%) en Saksen (9,7%) trad de partij toe tot de Landdag. Relatief veel kiezers liepen over van de FDP, die bij diezelfde verkiezingen onder de kiesdrempel belandde. In 2015 werd de AfD ook verkozen in de parlementen van Hamburg en Bremen.

### Ruk naar rechts 2015–2021
Het voorzitterschap van de AfD werd tot juli 2015 gedeeld door Bernd Lucke (tot dan toe het belangrijkste gezicht van de partij), Konrad Adam en Frauke Petry. Intern woedde een machtsstrijd over de richting waarin de partij zich moest ontwikkelen, waarbij de toenmalige extreemrechtse vleugel Der Flügel een belangrijke rol speelde. Petry en Jörg Meuthen werden in 2015 op het partijcongres tot voorzitters gekozen, waardoor de AfD een significante ruk naar rechts maakte. Als gevolg van deze machtsstrijd traden vijf van de zeven Europarlementariërs, meerdere leden van deelstaatparlementen en meer dan duizend leden uit de partij. Op 8 juli 2015 kondigde ook Bernd Lucke zijn vertrek aan; hij stelde daarbij niet langer als 'burgerlijk uithangbord' te willen worden misbruikt voor denkbeelden – in het bijzonder van (vermeende) islamofobe, xenofobe, antiwesterse en pro-Russische aard – die hij 'ten diepste' afwijst. Uit peilingen uit 2017 bleek dat ook de overgrote meerderheid (85%) van de AfD-stemmers vond dat de partij zich niet genoeg van extreemrechts distantieerde. Verschillende AfD-politici werden in verband gebracht met organisaties als de Identitaire beweging en Pegida.
De vluchtelingencrisis, die vanaf het najaar van 2015 het publieke debat en de politiek beheerste, deed de AfD groeien in de peilingen. De partij nam het op voor Duitse tradities en verzette zich tegen het vluchtelingenbeleid van de regering-Merkel. Het linkse tijdschrift Stern beweerde dat Beatrix von Storch, afgevaardigde in het Europees Parlement, in het debat over de massale vluchtelingeninstroom gesteld had dat vluchtelingen die via Oostenrijk Duitsland binnenkwamen per definitie geen recht hebben op asiel en indien zij een bevel van de grenspolitie zouden negeren, deze het recht hadden met pistool hun bevel af te dwingen, ook tegen vrouwen en kinderen. Zijzelf ontkende dit en wees erop dat 'een Duitse wet de inzet van wapens door grenswachten regelt'.

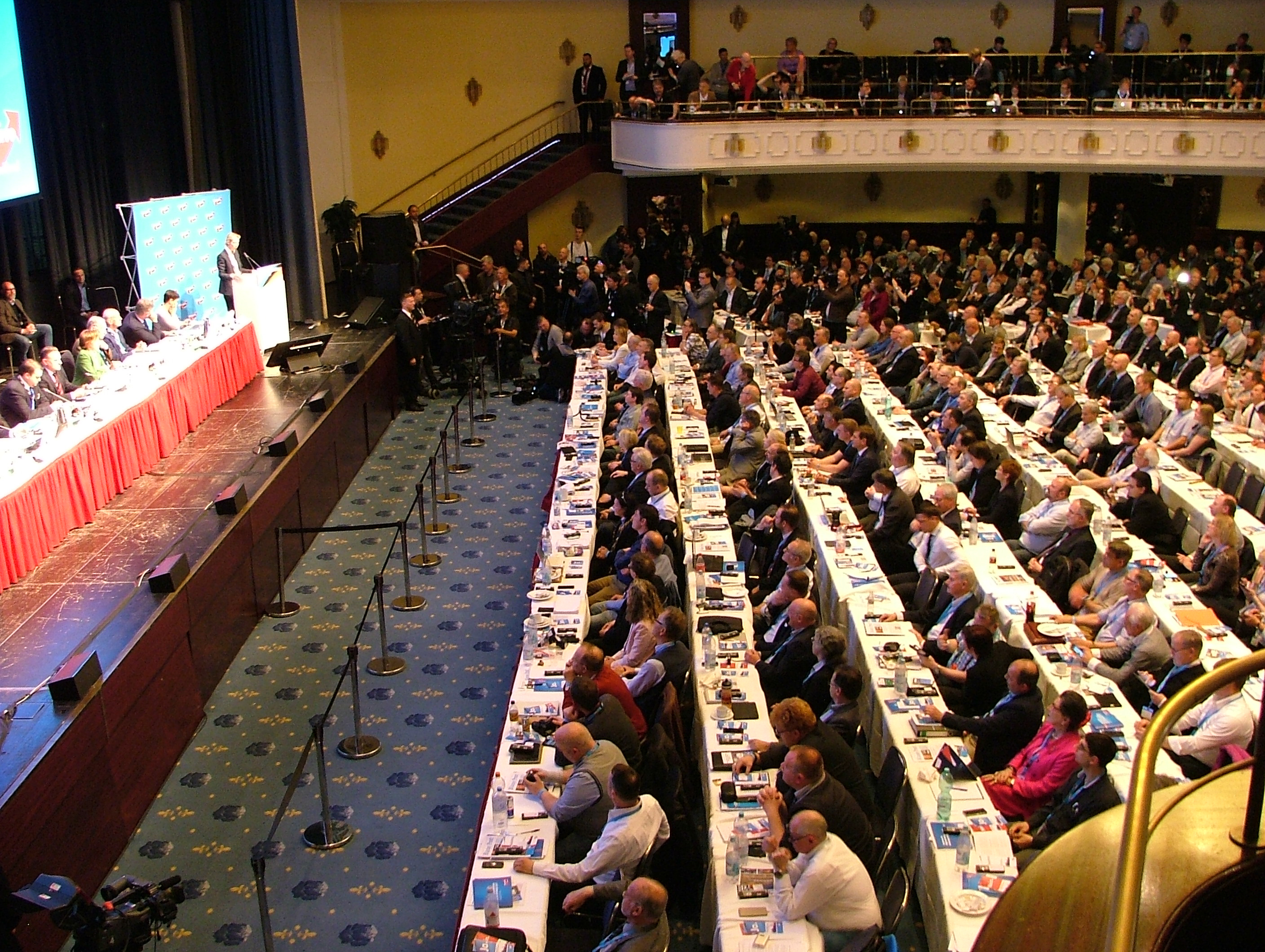
Partijcongres in Keulen (2017)

Bij de Bondsdagverkiezingen van 2017 wist de AfD voor het eerst zetels in het nationale parlement (de Bondsdag) te verwerven. Met 12,6% van de stemmen (94 zetels) werd ze ook meteen de derde partij. De AfD trok vooral in voormalig Oost-Duitsland veel stemmen en mobiliseerde voornamelijk tegenstemmers, die niet zo zeer vóór het AfD-programma (voornaamste reden voor 34% van de stemmers) maar tégen de andere partijen (60%) stemden. Daags na de verkiezingen stapte co-partijleider Frauke Petry onaangekondigd uit de partij, vanwege de radicale koers die deze was gaan varen, om als zelfstandig Bondsdaglid verder te gaan. Gedurende het kabinet-Merkel IV (2018–2021) was de AfD de grootste oppositiepartij, waarbij Alice Weidel en Alexander Gauland als oppositieleiders fungeerden.
In december 2017 werd Gauland, samen met Jörg Meuthen, ook co-partijvoorzitter. Gauland bekleedde die functie tot november 2019, toen hij opgevolgd werd door Tino Chrupalla. In januari 2022 stapte co-voorzitter Meuthen uit de partij, omdat hij vond dat de AfD te radicaal naar rechts was opgeschoven, ten koste van de conservatief-liberale lijn die de partij aanvankelijk volgde. Enkele maanden later werd Alice Weidel tot zijn opvolger benoemd.

### Groei van de partij sinds 2021
Tijdens de coronacrisis in Duitsland probeerde de AfD meer aanhang te kweken onder burgers die ontevreden waren met het beleid van de zittende bondsregering. Interne verdeeldheid deed het imago van de partij echter geen goed. In 2021 kreeg de AfD verschillende verkiezingsnederlagen te incasseren, zowel bij deelstaatverkiezingen als bij de Bondsdagverkiezingen. In de Bondsdag viel de partij terug naar 10,4% van de stemmen (in totaal 9 zetels verlies), ondanks dat zij in Thüringen en Saksen de grootste was geworden.
In 2022 verloor de AfD al haar zetels in de Landdag van Sleeswijk-Holstein. In 2023 werd de partij uitgesloten bij de verkiezingen voor het parlement van Bremen. De reden was dat er, als gevolg van meningsverschillen binnen de partij, twee kandidatenlijsten waren ingediend. Bij de deelstaatverkiezingen in Beieren en Hessen wist de AfD zich in 2023 echter flink te versterken. In dat jaar werd ook voor het eerst een AfD'er tot burgemeester verkozen (Hannes Loth in Raguhn-Jeßnitz).

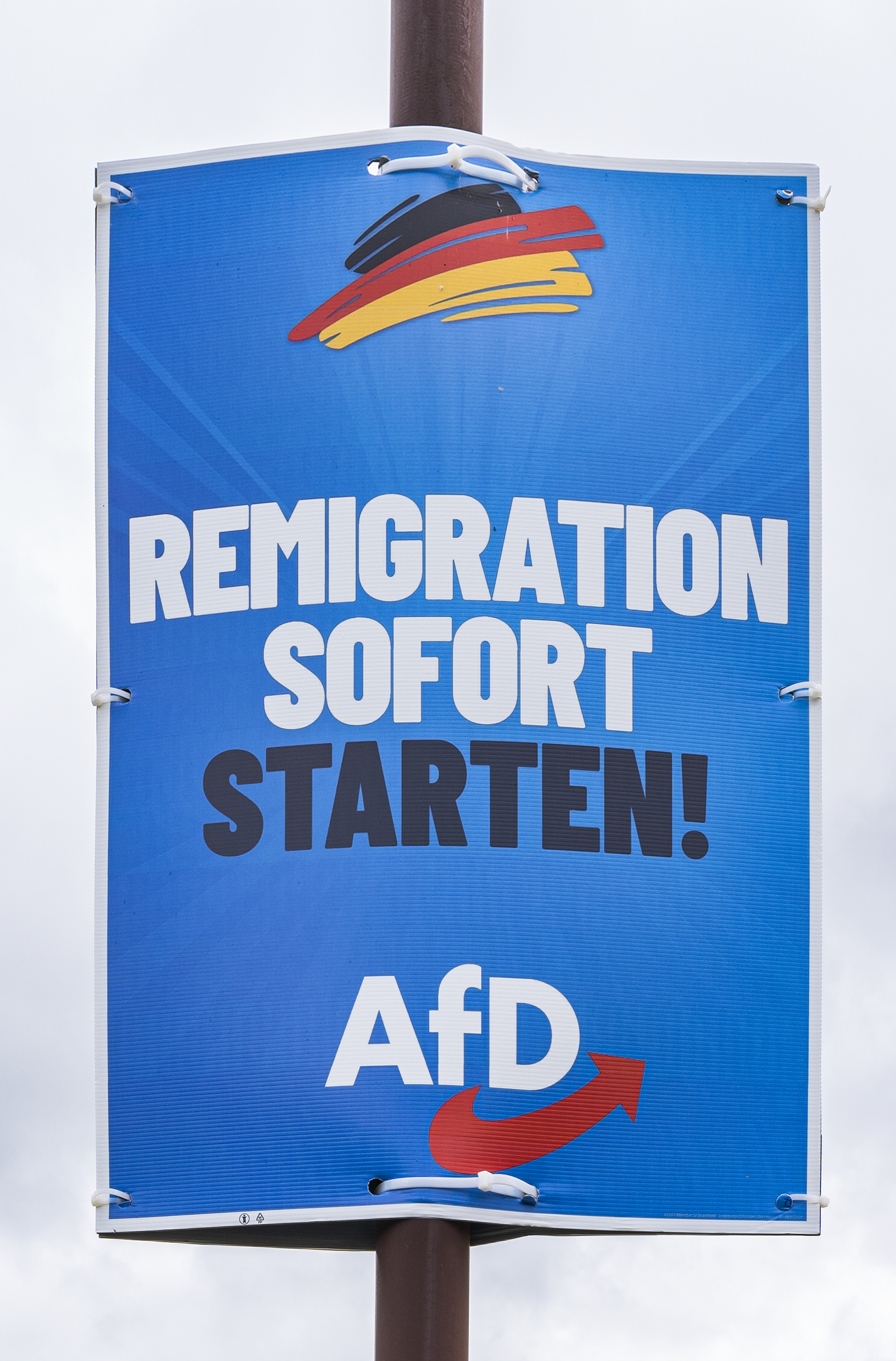
Verkiezingsposter voor de Europese verkiezingen 2024: "Remigratie onmiddellijk starten!"

Tijdens de campagne voor de Europese verkiezingen van 2024 kwam de partij opnieuw in opspraak, toen een medewerker van lijsttrekker Maximilian Krah werd opgepakt op verdenking van spionage voor China. Ook zorgde een uitspraak van Krah, die verklaarde dat 'niet alle SS'ers automatisch crimineel waren', voor opschudding. Hoewel Krah vervolgens (onder zware druk) op non-actief gesteld werd, werden uiteindelijk alle AfD-parlementariërs uit de fractie Identiteit en Democratie gezet. Bij de verkiezingen behaalde de AfD desondanks 15,9% van de stemmen en 15 van de 96 zetels. Met andere radicaal-rechtse partijen (waaronder het Franse Reconquête) werd kort daarna een nieuwe fractie gevormd: Europa van Soevereine Naties (ESN).
Later in 2024 boekte de AfD bij de Landdagverkiezingen in Brandenburg, Saksen en Thüringen eveneens een forse winst. In laatstgenoemde deelstaat werd de AfD met 32,8% van de stemmen zelfs de grootste partij. Dat gebeurde onder leiding van de omstreden Björn Höcke, die al jaren werd beschuldigd van racisme en beboet was voor het uitspreken van de verboden nazi-slogan "Alles für Deutschland". Het was de eerste keer sinds de Tweede Wereldoorlog dat extreemrechts de grootste fractie werd in een Duits deelstaatparlement. Tot een regeringsdeelname kwam het echter niet, omdat geen van de andere partijen met de AfD wilde samenwerken.
Het kabinet-Scholz werd op 27 december 2024 plotseling ontbonden. Er werden voor 23 februari 2025 nieuwe Bondsdagverkiezingen uitgeschreven. De AfD kwam in aanloop naar deze verkiezingen meermaals negatief in het nieuws. Zo werden onder allochtonen in Karlsruhe zogenaamde vliegtickets verspreid waarmee een terugkeer naar hun land van herkomst werd aangekondigd. Alice Weidel, de naar voren geschoven kandidaat voor het bondskanselierschap, zorgde op haar beurt voor beroering door op X uitgebreid in gesprek te gaan met Elon Musk, die ervan verdacht werd de Duitse verkiezingen van buitenaf te willen beïnvloeden. Tegelijkertijd sneed de AfD de banden door met haar jongerentak Junge Alternative, die volgens de partijtop te extremistisch was geworden.
Verschillende partijen uit de Bondsdag deden mee met een cordon sanitaire; ze hadden stilzwijgend met elkaar afgesproken nooit met de AfD samen te zullen werken en hun steun niet in te roepen. Op 29 januari 2025 werd dit principe echter losgelaten om een meerderheid voor een strengere asielwet te krijgen. Die wet werd daardoor aangenomen.

## Extreemrechts
Het Bundesamt für Verfassungsschutz (BfV, de binnenlandse veiligheidsdienst) bestempelde de AfD al in 2021 als 'mogelijk rechts-extremistisch'. De partij diende hiertegen een bezwaar in, maar werd door de rechtbank in het ongelijk gesteld. De BfV behield het recht om de partij in de gaten te houden en af te luisteren.
De AfD is begin mei 2025 dan door het Bundesamt definitief gecategoriseerd als "extreemrechts" en als “anti-constitutioneel”. De dienst besloot hiertoe op basis van een uitgebreid, maar niet openbaar gemaakt rapport. Kort nadien publiceerde Der Spiegel de inhoud van het rapport. In de praktijk kon de inlichtingendienst nu telefoongesprekken aftappen, e-mails inkijken, en informanten inzetten binnen de partij. Ambtenaren, leraren, politieagenten en rechters mogen geen lid meer zijn van de organisatie.
De AfD noemde de uitspraak van het Bundesamt "een zware klap voor de Duitse democratie" en zou dringende juridische stappen ondernemen. Dit leidde het Bundesamt ertoe de “definitieve” categorisering alsnog tijdelijk op te schorten. De Amerikaanse vicepresident J.D. Vance en buitenlandminister Marco Rubio hekelden de Duitse regering voor de uitspraak van het Bundesamt:  “Dat is geen democratie - dat is vermomde tirannie. Duitsland zou zijn koers moeten wijzigen.”

## Acties tegen de AfD

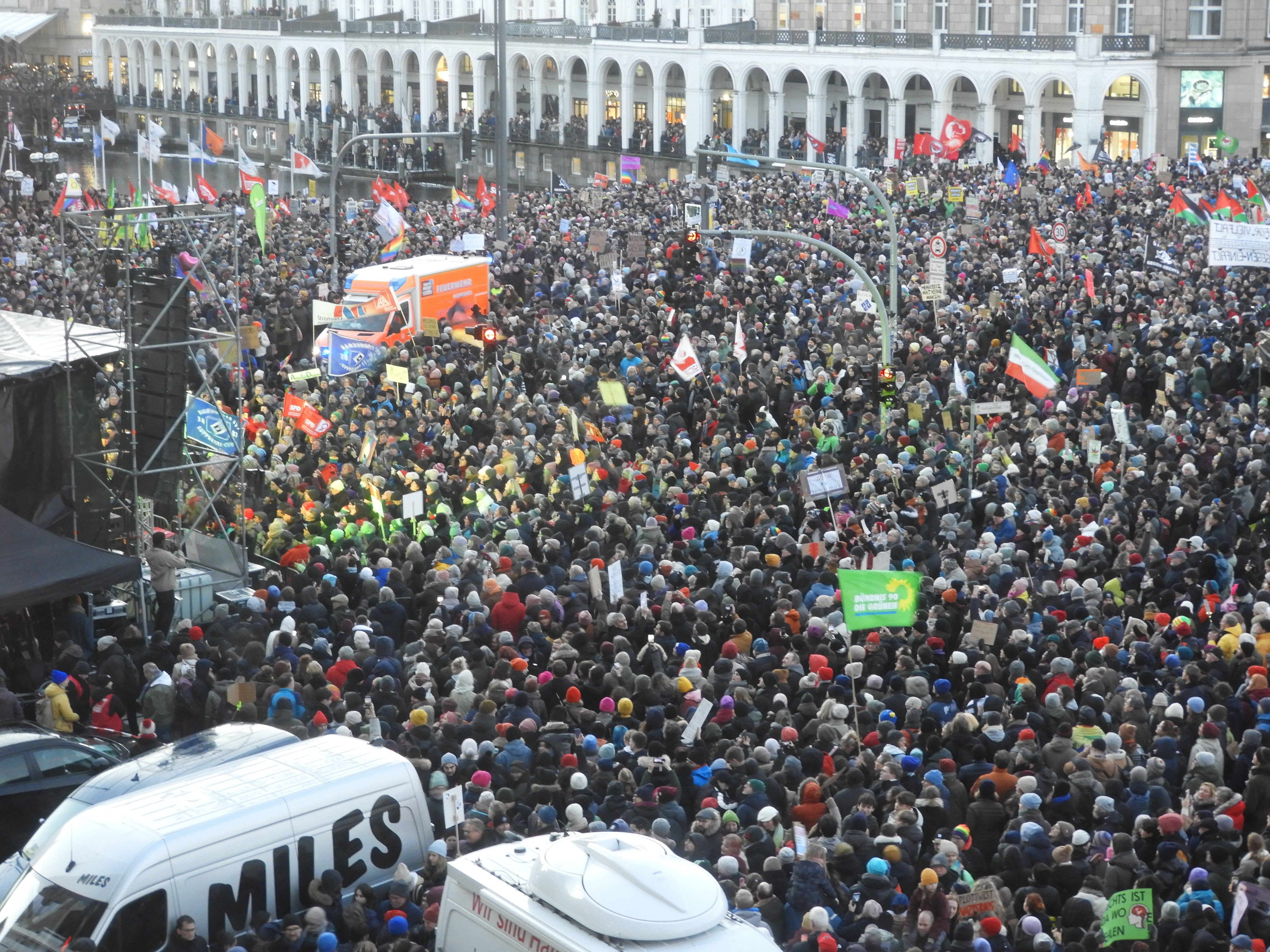
Protesten in Hamburg tegen rechtsextremisme (2024)

Verspreid over Duitsland vinden sinds januari 2024 grootschalige protestacties plaats tegen de AfD en rechtsextremisme. Deze begonnen na de onthulling dat kopstukken van de partij een ontmoeting hadden gehad met neonazi's en leden van extreemrechtse organisaties. Bij die bijeenkomst, in november 2023 in Potsdam, waren ideeën besproken over een deportatie van migranten en minderheden. Verschillende politici van de AfD werden sindsdien fysiek aangevallen en in januari 2025 werd een partijcongres van de AfD gedwarsboomd doordat activisten de toegangswegen hadden geblokkeerd.
De andere Duitse partijen worstelen met hun omgang met de AfD. Veel landelijke politici distantiëren zich van de partij en sluiten elke vorm van samenwerking uit; voormalig bondskanselier Angela Merkel (CDU) deed dit overigens al vóór de AfD een ruk naar rechts maakte. Ook voormalig SPD-voorzitter Sigmar Gabriel wenste niet deel te nemen aan tv-optredens met de AfD. Toen FDP-politicus Thomas Kemmerich in 2020 met steun van de AfD werd verkozen tot minister-president van Thüringen, veroorzaakte dit tot op nationaal niveau een politieke crisis (vooral binnen de CDU, die zich ook achter Kemmerich had geschaard).
In het najaar van 2024 startten meer dan honderd Bondsdagleden een voorbereiding om het Bundesverfassungsgericht te verzoeken de AfD te laten verbieden. Volgens juristen handelt de partij ongrondwettelijk en vormt zij een acuut gevaar voor de democratie in Duitsland. In december 2024 nam de Bondsdag een pakket maatregelen aan om de rechtsstaat te beschermen tegen extreme partijen.

## Standpunten

### Europa

#### Financiële politiek
De AfD eist een beëindiging van de eurozone en de herinvoering van nationale munteenheden of het invoeren van kleinere gebieden met een gemeenschappelijke munt. Duitsland zou dan bijvoorbeeld samen met Nederland en Oostenrijk een munteenheid kunnen vormen. Frankrijk, België, Luxemburg, Spanje en Portugal zouden dan bijvoorbeeld een ander blok kunnen vormen. Hiervoor is het nodig dat de Europese verdragen zodanig veranderd worden dat elke Europese staat het recht heeft om uit de euro te stappen. Dit kan bereikt worden door druk uit te oefenen door hulpkredieten aan het ESM te blokkeren. Veel meer dan op het ogenblik moeten de lidstaten zelf aansprakelijk zijn voor een herstructurering van hun eigen schulden. Ze zouden ook niet meer moeten kunnen profiteren van de hulpstromen.

#### Algemeen
De partij is naar eigen zeggen niet tegen de Europese Unie (EU). Zij steunt de Europese gemeenschappelijke markt en wil het budgetrecht van de nationale parlementen behouden. Een 'transferunie' en een 'centraal Europa' wijst zij af. In bepaalde gebieden moeten bevoegdheden van Europa terug naar de nationale staten. Bovendien wil de partij de EU door meer eigen verantwoordelijkheid concurrerender maken. Om dat te bereiken werd in april 2013 een mogelijke politieke samenwerking met de Britse Conservative Party besproken. Als er belangrijke rechten van Duitsland aan de EU afgegeven moeten worden, eist de partij een volksstemming zoals in Zwitserland. In juni 2016 begon de AfD toenadering te zoeken tot de Oostenrijkse FPÖ om zo samen de 'EU-kritische' beweging aan te kunnen voeren.

## Partijvoorzitters van de AfD
De AfD wordt geleid door twee voorzitters, die officieel met de titel Bundessprecher worden aangeduid. Tot 2015 werd het voorzitterschap door drie personen gedeeld.
| Partijvoorzitters | Partijvoorzitters | Partijvoorzitters      | Termijn                            |
| ----------------- | ----------------- | ---------------------- | ---------------------------------- |
|                   | Bernd Lucke       | Bernd Lucke 1962       | 14 april 2013 – 5 juli 2015        |
|                   | Konrad Adam       | Konrad Adam 1942       | 14 april 2013 – 5 juli 2015        |
|                   | Frauke Petry      | Frauke Petry 1975      | 14 april 2013 – 29 september 2017  |
|                   | Jörg Meuthen      | Jörg Meuthen 1961      | 5 juli 2015 – 28 januari 2022      |
|                   | Alexander Gauland | Alexander Gauland 1941 | 2 december 2017 – 30 november 2019 |
|                   | Tino Chrupalla    | Tino Chrupalla 1975    | sinds 30 november 2019             |
|                   | Alice Weidel      | Alice Weidel 1979      | sinds 18 juni 2022                 |

## Verkiezingsuitslagen

### Bondsdagverkiezingen
De AfD behaalde de volgende resultaten bij de verkiezingen voor de Bondsdag:
| Jaar | Spitzenkandidaten                | Percentage | Zetels    | Positie na verkiezingen              |
| ---- | -------------------------------- | ---------- | --------- | ------------------------------------ |
| 2013 | Bernd Lucke                      | 4,7%       | 0 / 631   | niet in de Bondsdag vertegenwoordigd |
| 2017 | Alice Weidel & Alexander Gauland | 12,6%      | 94 / 709  | oppositie                            |
| 2021 | Alice Weidel & Tino Chrupalla    | 10,4%      | 83 / 736  | oppositie                            |
| 2025 | Alice Weidel                     | 20,8%      | 152 / 630 |                                      |

### Landdagverkiezingen
In 14 van de 16 Duitse deelstaten is de AfD vertegenwoordigd in het deelstaatparlement (in de meeste gevallen de Landdag genoemd). Bij de meest recente deelstaatverkiezingen behaalde de partij de volgende resultaten:
| Deelstaat                 | Jaar | Percentage | Zetels   | Positie na verkiezingen |
| ------------------------- | ---- | ---------- | -------- | ----------------------- |
| Baden-Württemberg         | 2021 | 9,7%       | 17 / 154 | oppositie               |
| Beieren                   | 2023 | 14,6%      | 32 / 203 | oppositie               |
| Berlijn                   | 2023 | 9,1%       | 17 / 159 | oppositie               |
| Brandenburg               | 2024 | 29,2%      | 30 / 88  | oppositie               |
| Bremen                    | 2023 | –          | 0 / 87   | niet vertegenwoordigd   |
| Hamburg                   | 2020 | 5,3%       | 7 / 123  | oppositie               |
| Hessen                    | 2023 | 18,4%      | 28 / 133 | oppositie               |
| Mecklenburg-Voor-Pommeren | 2021 | 16,7%      | 14 / 79  | oppositie               |
| Nedersaksen               | 2022 | 11,0%      | 18 / 146 | oppositie               |
| Noordrijn-Westfalen       | 2022 | 5,4%       | 12 / 195 | oppositie               |
| Rijnland-Palts            | 2021 | 8,3%       | 9 / 101  | oppositie               |
| Saarland                  | 2022 | 5,7%       | 3 / 51   | oppositie               |
| Saksen                    | 2024 | 30,6%      | 40 / 120 | oppositie               |
| Saksen-Anhalt             | 2021 | 20,8%      | 23 / 97  | oppositie               |
| Sleeswijk-Holstein        | 2022 | 4,4%       | 0 / 69   | niet vertegenwoordigd   |
| Thüringen                 | 2024 | 32,8%      | 32 / 88  | oppositie               |

### Europese verkiezingen
De AfD behaalde de volgende resultaten bij de verkiezingen voor het Europees Parlement:
| Jaar | Percentage | Zetels  |
| ---- | ---------- | ------- |
| 2014 | 7,1%       | 7 / 96  |
| 2019 | 11,0%      | 11 / 96 |
| 2024 | 15,9%      | 15 / 96 |